# Wharton County
Wharton County je okres ve státě Texas v USA. K roku 2010 zde žilo 41 280 obyvatel. Správním městem okresu je Wharton. Celková rozloha okresu činí 2 833 km².